# Silent Hill (Film)
Silent Hill (Alternativtitel: Silent Hill – Willkommen in der Hölle) ist ein kanadisch-französischer Horrorfilm des französischen Regisseurs Christophe Gans aus dem Jahre 2006 nach dem gleichnamigen Videospiel von Konami.
In den deutschen Kinos lief der Film am 11. Mai 2006 an. Die Fortsetzung Silent Hill: Revelation erschien am 29. November 2012.

## Handlung
Rose und Christopher Da Silva sorgen sich um ihre kleine Adoptivtochter Sharon. Diese ist notorische Schlafwandlerin. Überdies neigt sie dazu, während des Schlafwandelns immer wieder den Namen einer Stadt namens „Silent Hill“ auszusprechen. Weder Medikamente noch Therapien haben bislang geholfen. Auch malt Sharon wiederholt Bilder, die sie kurz darauf mit schwarzer Farbe merkwürdig überkritzelt.
Als Rose herausfindet, dass es die Geisterstadt Silent Hill in West Virginia tatsächlich gibt, reist sie gegen den Willen Christophers mit Sharon zu dieser Stadt. Christopher versucht vergebens, durch Kreditkartensperrung Rose zur Umkehr zu zwingen. Kurz vor Silent Hill hält die Polizistin Cybil Bennett sie an, da diese irrtümlich glaubt, Rose habe Sharon entführt. Da sie jedoch einen Wegweiser nach Silent Hill direkt vor sich sieht, ignoriert sie die Polizistin und fährt davon. Rose durchbricht eine Straßensperre, muss jedoch mit ihrem Fahrzeug jäh ausweichen, da mitten auf der Straße eine Gestalt erscheint, die ihrer Tochter Sharon gleicht. Das Fahrzeug gerät ins Schleudern und prallt gegen eine Leitplanke. Rose verliert das Bewusstsein.
Als sie wieder aufwacht, findet sie sich in Silent Hill wieder und Sharon ist verschwunden. In der menschenleeren Stadt regnet es Asche und es herrscht dichter Nebel. Immer wieder sieht Rose eine kindliche Gestalt, in der sie ihre Tochter zu erkennen glaubt, die vor ihr wegläuft, und folgt ihr. Abends ertönen Alarmsirenen, die Stadt wandelt sich und wird von Monstern heimgesucht, die sich am Morgen wieder in Asche auflösen. Als Rose versucht die Stadt zu verlassen, findet sie sich an einer Schlucht wieder, wo sie auf die verwahrloste Frau namens Dahlia Gillespie trifft. Als Rose ihr ein Foto von Sharon zeigt, erkennt Dahlia im Foto ihre eigene Tochter Alessa wieder und greift Rose an, die zurück zu ihrem Auto flieht. Dort findet sie eine Zeichnung wie jene von Sharon, die das Schulgebäude von Silent Hill zeigt. Sie ruft Christopher an, um ihn um Hilfe zu bitten, erreicht aber nur seine Mailbox. Als sie versucht loszufahren, wird sie von der Polizistin Cybil verhaftet, die angibt, kurz zuvor ebenfalls einen Unfall gehabt zu haben.
In der Zwischenzeit fährt Christopher ebenfalls zur Stadt Silent Hill. An der durchbrochenen Straßensperre trifft er auf die örtliche Polizei. Officer Thomas Gucci teilt ihm mit, die Polizei hätte das verlassene Fahrzeug von Rose gefunden.
Die Polizistin Cybil will mit der verhafteten Rose zu Fuß zur Polizeiinspektion gehen, doch auch dieser Weg endet in einer Schlucht. Als sie von einer Kreatur angegriffen werden, gelingt es Rose zu fliehen und zum Schulgebäude zu gelangen. Sie trifft dort wieder auf das geheimnisvolle Mädchen. Eine Rückblende zeigt, wie Alessa – die wie Sharon aussieht – von ihren Mitschülern als Hexe gehänselt wurde. Rose folgt ihr zu einer Toilette, wo sie aber nur einen mit Stacheldraht entstellten männlichen Leichnam findet, in dessen Mund sich ein Hotelschlüssel befindet. Gleichzeitig versuchen Menschen in Schutzkleidung ihrer habhaft zu werden. Diese fliehen jedoch unmittelbar und die Alarmsirenen setzen wieder ein. Das Schulgebäude verwandelt sich in eine unwirkliche Industrieanlage und erneut wird Rose mit Monstern konfrontiert. Als sich übermächtige Küchenschaben mit menschlichen Gesichtern ihrer bemächtigen wollen, rettet sie Cybil. Als sie von einem Mann mit Pyramidenkopf und Schwert in die Enge getrieben werden, wird es hell und die Situation normalisiert sich. Die beiden Frauen einigen sich, Sharon zu suchen.
Währenddessen durchsuchen Officer Gucci und Christopher die Stadt, die aufgrund eines unterirdischen Kohlebrands seit drei Jahrzehnten unbewohnbar ist. Anders als aus der Sicht von Rose und Cybil erscheint Silent Hill ohne Ascheregen und Nebel; lediglich der Rauch vom Brand des Kohleflöz steigt leicht auf. Officer Gucci verlor einst bei der Evakuierung seinen Vater. Er deutet jedoch an, dass es noch eine andere Hintergrundgeschichte gibt. Sie treffen bei ihrer Suche niemanden an. Christopher meint jedoch, die Gegenwart seiner Frau im Schulgebäude spüren zu können.
Rose und Cybil finden in einem Hotel Dahlia, die von einer weiteren Bewohnerin namens Anna bedroht wird. Eine Zeichnung wie jene von Sharon verweist sie auf Zimmer 111. Sie finden dieses Zimmer hinter einer Wandverkleidung einer Hexenverbrennung. Anna belehrt sie, dass die Vorfahren der Bewohner den Ort rein halten wollten. Über das Zimmer gelangen sie in die einstige Kultstätte der Sekte der Stadtbewohner. Rose findet das Mädchen, von dem sie dachte, es sei ihre Tochter, doch dieses geht in Flammen auf. Als sich die nächtlichen Monster ankündigen, fliehen sie mit Anna in die Kirche der Sekte, die den Bewohnern der Stadt als Unterschlupf dient. Dahlia warnt sie davor, einzutreten. Beim Versuch Dahlia zu töten, wird Anna von dem Mann mit dem Pyramidenkopf getötet. Rose und Cybil werden von den Sektenmitgliedern beschuldigt, Hexen zu sein, doch ihre Anführerin Christabella schreitet zum Gebet, während es wieder hell wird.
Währenddessen stiehlt Christopher in der Nacht Polizeiakten und findet ein Foto von Alessa Gillespie, die wie Sharon aussieht. Er bedrängt die Ordensschwester des Waisenhauses, aus dem die Da Silvas Sharon adoptiert hatten, um Antworten auf seine Fragen zur Herkunft seiner Tochter zu erhalten. Er denkt, Alessa sei die leibliche Mutter seiner Adoptivtochter Sharon. Officer Gucci verhaftet Christopher wegen Einbruch und Körperverletzung. Er gibt an, Alessa gekannt zu haben. Die Einwohner der Stadt hätten ihr übel mitgespielt und sie habe die Nacht des großen Brandes wohl nicht überlebt. Auch er hat Narben davongetragen. Er bringt Christopher dazu, nach Hause zurückzukehren.
Christabella will Rose ermöglichen, den Dämon zu konfrontieren, der wisse, wo ihre Tochter sei. Rose und Cybil werden von der Sektenanführerin in das Krankenhaus geführt, in dem der Dämon hausen soll. Als sie aber Roses Amulett mit dem Foto von Sharon und die Ähnlichkeit zu Alessa sieht, beschuldigt sie Rose und Cybil erneut, Hexen zu sein. Cybil ermöglicht Rose die Flucht, wird selbst aber von Christabellas Schergen niedergeschlagen. Rose gelangt schließlich in die Kammer des Bösen. Dort befindet sich die schwerverbrannte Alessa, die von einer Krankenschwester umsorgt wird. Rose wird von dem geheimnisvollen Mädchen über die Vergangenheit von Silent Hill aufgeklärt. Alessa wuchs bei ihrer alleinerziehenden Mutter Dahlia auf und galt als Ausgestoßene. Der Hausmeister der Schule, dessen Leiche Rose in der Toilette gesehen hatte, vergewaltigte Alessa. Die Stadt beherrschte eine fanatische Sekte, die Frauen und Mädchen verbrannte, welche die Sektenführerin Christabella als unrein identifiziert hatte. Ihre Mutter hatte zugelassen, dass die Sekte ihre Tochter diesem Ritual unterzog, was jedoch schieflief und den Kohlebrand auslöste. Als Dahlia ihren Fehler erkannte, rief sie um Hilfe und der damalige Polizist Gucci konnte Alessa zwar retten, doch sie war schrecklich entstellt. Im Krankenhaus manifestierten sich Alessas Schmerz und Rachegedanken in Form eines dämonischen Doppelgängers, eben jenes Mädchens, das Rose in das Krankenhaus führte. Diese erschuf eine „Parallelwelt“, in der die Mitglieder der Sekte gefangen sind und gerichtet werden sollen. Das verbliebene Gute in Alessa wiederum manifestierte sich in einem Säugling, der vor dem Waisenhaus abgelegt und später von den Da Silvas als Sharon aufgenommen wurde. Der Dämon will sich an Christabella rächen, kann aber die Kirche nicht allein betreten. Er überredet Rose, ihn zu Christabella zu bringen, und nistet sich in Roses Körper ein.
Sharon wurde von Alessas Mutter Dahlia versteckt gehalten, wird aber von der Sekte gefunden. Christabella verbrennt die Polizistin Cybil und will selbiges mit Sharon tun, als Rose die Kirche betritt. Sie stellt Christabella zur Rede und wird von ihr niedergestochen. Ihr Blut öffnet ein Portal, aus dem Alessa und ihr dämonischer Doppelgänger erscheinen, die mittels Stacheldraht alle Menschen in der Kirche niedermetzelt, besonders grausam rächt sie sich an Christabella. Roses Wunde heilt und sie kann Sharon befreien. Die dämonische Alessa und Sharon scheinen zu verschmelzen. Rose, Sharon und Dahlia werden verschont.
Rose und Sharon können Silent Hill verlassen. Als sie zu Hause ankommen, ist dieses, wie auch der gesamte Heimweg, von Nebel umhüllt, wie er auch in Silent Hill existierte. Überblenden zeigen, dass Christopher sich ebenfalls in dem Haus befindet, jedoch die beiden nicht sehen kann und umgekehrt. Lediglich deren Präsenz scheint er kurz wahrzunehmen (wie auch in Silent Hill zuvor).
An dieser Stelle zeigt sich, dass Rose und Sharon die Parallelwelt, in der sie die Sekte antrafen, niemals verlassen haben, und auch das Fahrzeug der beiden ist in der realen Welt nicht sichtbar. Und während beide sich in dem Haus umsehen, schließt Christopher die – aus seiner Sicht – von Geisterhand geöffnete Haustür.

## Produktion
Der Film wurde in Kanada unter anderem in den Orten Brampton, Brantford, Burford Township, Hamilton, St. Thomas und Toronto im Staat Ontario sowie in St. George im Staat New Brunswick gedreht. Die Produktion des Films begann im Dezember 2004. Die Dreharbeiten fanden in der Zeit vom 27. April 2005 bis 22. Juli 2005 statt. Für die Dreharbeiten wurden 165 Filmsets und Drehorte verwendet. Silent Hill ist eine Koproduktion von TriStar Pictures, Davis-Films, Konami Corporation Ltd. und Metalworks Studios. Er wurde in Deutschland vom Concorde Filmverleih veröffentlicht. Der Film feierte seine Premiere am 21. April 2006 in Kanada, den Vereinigten Staaten sowie im Vereinigten Königreich. In Deutschland war er erstmals am 11. Mai 2006 zu sehen.
Das Budget des Films wird auf 50 Millionen US-Dollar geschätzt. Am Eröffnungswochenende wurden in den Vereinigten Staaten über 20,1 Millionen US-Dollar eingenommen, insgesamt beliefen sich die Einnahmen in den Vereinigten Staaten auf knapp 47 Millionen US-Dollar. Weltweit wurden Einnahmen von über 97,6 Millionen US-Dollar verzeichnet. An den deutschen Kinokassen wurden bis Ende 2006 fast 417.000 Zuschauer gezählt.
Produzenten und Regisseur haben in Interviews bestätigt, dass es sich um einen Film für „echte“ Silent-Hill-Fans handele und man sie nicht enttäuschen wolle. Daher wurden die Kamerafahrten und optischen Designeffekte, wie rostige und blutige Wände, als auch die Parallelwelt vollständig aus den Spielen übernommen, um so eine echt wirkende Silent-Hill-Realität zu schaffen. Auch an die berühmte Krankenschwester aus dem ersten Teil wurde gedacht. Lisa Garland wird von einer der Tänzerinnen verkörpert, die auch gleichzeitig eine der Bubble Head Nurses spielt. Der Regisseur betonte in einem Interview, dass er ihre Rolle gerne weiter ausgebaut hätte. Allerdings war dies nicht möglich, da der Film dann zu lang geworden wäre. Darüber hinaus sind viele hauptsächlich aus Silent Hill 2 bekannte Kreaturen auch im Film vorhanden, so beispielsweise Lying Figure, Creepers, Bubble Head Nurse, Pyramid Head und andere.
Durch Kohlebrände unbewohnbare Geisterstädte gibt es auch in der Realität, beispielsweise Centralia in Pennsylvania, die als Vorlage für Silent Hill diente.
Christophe Gans benötigte fünf Jahre, um die Rechte zur Verfilmung des Videospiels zu erhalten. Dies gelang ihm erst, nachdem er Konami ein Interview zuschickte, in dem er erklärte, wie viel ihm das Videospiel bedeute, und zugleich ein aus eigenem Budget produziertes Video beifügte, das mit der Originalmusik des Videospiels unterlegt war. Ursprünglich enthielt das Drehbuch ausschließlich weibliche Charaktere, weswegen Christophe Gans es zurückerhielt und die Rolle des Christopher Da Silva einfügte. Für die Besetzung der Rolle der Cybil Bennett war ursprünglich Cameron Diaz vorgesehen.
Roses Outfit wurde in etwa 100 Variationen angefertigt, beginnend mit sanften Sommertönen, die im Laufe des Films zusehend grauer und blutiger wurden. Viele der Kreaturen wurden von Tänzern – darunter Roberto Campanella – gespielt, so dass sie abrupte und verdrehte Bewegungen durchführen konnten.

## Synchronisation
Die deutschsprachige Synchronisation entstand nach einem Dialogbuch von Andrea Wilhelm und Erik Paulsen und der Dialogregie von Paulsen, bei der Berliner Synchron AG Wenzel Lüdecke in Berlin.
| Rolle                              | Schauspieler       | Synchronsprecher       |
| ---------------------------------- | ------------------ | ---------------------- |
| Rose Da Silva                      | Radha Mitchell     | Tanja Geke             |
| Christopher Da Silva               | Sean Bean          | Florian Krüger-Shantin |
| Cybil Bennett                      | Laurie Holden      | Christin Marquitan     |
| Dahlia Gillespie                   | Deborah Kara Unger | Martina Treger         |
| Officer Thomas Gucci               | Kim Coates         | Udo Schenk             |
| Christabella                       | Alice Krige        | Katharina Koschny      |
| Anna                               | Tanya Allen        | Tanya Kahana           |
| Adam                               | Chris Britton      | Raimund Krone          |
| Elinor                             | Nicky Guadagni     | Heide Domanowski       |
| Schwester Margaret                 | Eve Crawford       | Regine Albrecht        |
| Alter Mechaniker                   | Ron Gabriel        | Karl Schulz            |
| Sharon da Silva / Alessa Gillespie | Jodelle Ferland    | Libell Barthel         |

## Unterschiede zum Spiel
Der Film hält sich im Wesentlichen an die Geschehnisse des ersten Spiels, dennoch gibt es deutliche Unterschiede:
- Durch das Spiel führt man die Figur Harry Mason, während im Film die Hauptfigur den Namen Rose Da Silva trägt.
- Die Tochter heißt im Spiel Cheryl, im Film Sharon.
- Die Figur Christabella kommt im Spiel gar nicht vor, während Michael Kaufmann im Film nicht vorkommt. Die Rolle der Krankenschwester Lisa wird im Film nur kurz gezeigt und nicht namentlich erwähnt. Officer Thomas Gucci wird im Spiel nur in einem Zeitungsartikel erwähnt bzgl. einer Untersuchung über Drogenhandel in Silent Hill, während er im Film die Suche nach Rose und Sharon leitet und damit eine wichtigere Rolle einnimmt.
- Der Charakter der Figur Dahlia Gillespie wurde für den Film komplett umgeschrieben.
- Der „Pyramidenkopf“ kommt erst im zweiten Teil der Spielereihe vor.
- Die Hintergrundgeschichte um „das Böse“ sowie das Ende unterscheiden sich erheblich vom Spiel.
- Im Spiel entsteht immer wieder der Eindruck, dass sich die Hauptfigur alles nur einbildet, indem er schlagartig an anderen Orten aufwacht und dort mit Menschen kommuniziert. Dabei sind Aussagen wie „Was I dreaming“ oder „Was that another dream“ mehrmals zu hören. Im Film befinden sich die Charaktere durchgehend in der Stadt.
- Einige Schauplätze des Spiels, wie zum Beispiel der Lakeside Amusement Park, kommen im Film nicht vor. Annie’s Bar, welche eine tragende Rolle im Spiel spielt, wird im Film in einer kurzen Szene gezeigt.
- Elementare Gegenstände der Spiele, wie zum Beispiel das Radio, das die Gegner ankündigt, werden im Film nur kurz anhand des Rauschens des Handys der Protagonistin und des Funkgeräts der Polizistin angedeutet. Die Verwendung einer Taschenlampe wird im Film größtenteils aufgegriffen.
- Die Figur Cybil Bennett stirbt im Film. Im Spiel besteht die Möglichkeit, sie zu retten.

## Soundtrack
Bei der Filmmusik und den gesamten Soundeffekten des Films hat Akira Yamaoka maßgeblich mitgearbeitet, der den Sound der Silent-Hill-Spiele kreierte und als Komponist die gesamte Musik selbst komponiert und eingespielt hat. Damit möchte man den Fans so authentisch und nah an den Spielen wie möglich das Silent-Hill-Universum vermitteln. Abgesehen von dem Musiktitel Ring of Fire von Johnny Cash sind sämtliche Musiktitel aus den Videospielen entnommen.

## Kritiken
Von Kritikern wurde der Film tendenziell eher negativ aufgenommen. Auf Rotten Tomatoes fielen von insgesamt 103 Rezensionen nur 32 % positiv aus. Metacritic ermittelte die Punktzahl 31 von 100 basierend auf 21 Kritiken. Im Gegensatz zu den Kritikern bewerteten die Zuschauer den Film tendenziell positiv. Auf IMDb hat der Film eine überdurchschnittliche Bewertung von 6.5/10 Sternen (Stand Januar 2023). Auf Rotten Tomatoes urteilten die Zuschauer 63 % positiv und auf Metacritic stimmte das Publikum mit 7.5/10 Punkten für den Film hauptsächlich vorteilhaft ab.
Im Hollywood Reporter war von einem „überkochten Albtraum“ zu lesen. Gelobt wurde der Film von verschiedener Seite für seine Optik und Atmosphäre. So schrieb beispielsweise Cinema, der Film sei eine „ungebremst surreale Bilderflut“ und eine „blutrünstige und trotzdem seltsam poetische Odyssee durch die Hölle“.
In den Oberösterreichischen Nachrichten war am 13. Mai 2006 zu lesen: „Genießen Sie die stimmige Ausstattung, die surrealistische Bildkunst, das Horrorszenario, die starke Musik. Aber versuchen Sie nicht, zu verstehen.“ Das Lexikon des internationalen Films urteilte: „Die außergewöhnlich ambitionierte, in ihrer Radikalität schockierende Adaption eines Computerspiels. Dabei evoziert der brillant gestaltete Film durch philosophische Aspekte, grotesk anmutende Bilderwelten und den Verzicht auf herkömmliche Erzählstrukturen weniger Grusel als vielmehr ein Gefühl lähmender Hilflosigkeit.“ Für Filmstarts schrieb Carsten Baumgardt, der Horror-Mysterythriller sei „ein hochinteressantes Ideenkonzentrat, was zeitweise in stilvoller Langeweile erstirbt […] die einzelnen Elemente sind teils wunderbar, ausgewählte Szenen kraftvoll und phantasiereich inszeniert […] Gans ist zweifelsohne ein innovativer, fähiger Regisseur, aber der große Wurf gelang dem Franzosen mit Silent Hill dennoch nicht.“

## Nominierungen und Auszeichnungen
2006 erhielt der Film eine Nominierung beim Teen Choice Award in der Kategorie „Movies – Choice Thriller“. Radha Mitchell wurde 2006 beim International Award als beste Schauspielerin nominiert.
2007 wurden Jane Tattersall, David McCallum, Kathy Choi, Roderick Deogrades, Mark Shnuriwsky, Kevin Banks, Jill Purdy sowie Mishann Lau beim DGC Craft Award in der Kategorie „Sound Editing – Feature Film“ nominiert.

## Fortsetzung
Am 15. September 2009 wurde offiziell bekannt gegeben, dass sich Samuel Hadida von Davis Films für eine Fortsetzung als Produzent verpflichtet hat. Roger Avary schrieb nicht als Autor beim zweiten Teil das Drehbuch, da er wegen eines Autounfalls mit Todesfolge im Gefängnis saß.
Der geplante Start der Dreharbeiten zu Silent Hill: Revelation unter der Leitung von Michael J. Bassett war der 9. März 2011. Dies und dass sämtliche wichtige Rollen besetzt seien, kündigte der Filmemacher auf seinem offiziellen Blog an. So spielte die australische Schauspielerin Adelaide Clemens die Hauptrolle der Heather Mason. In den weiteren Rollen agierten die Protagonisten aus Silent Hill (Radha Mitchell, Sean Bean und Deborah Kara Unger) sowie Carrie-Anne Moss, Malcolm McDowell und Kit Harington.
Silent Hill: Revelation wurde komplett in 3D gedreht, wie Bassett auf der San Diego Comic-Con im Juli 2012 erklärte. In den deutschen Kinos lief der Film am 29. November 2012 an.